# Snövit: En skräcksaga
Snövit: En skräcksaga (eng: Snow White in the Black Forest) är en amerikansk skräckfilm från 1997 i regi av Michael Cohn. Den är även känd under titlarna Snow White: A Tale of Terror (USA) och The Grimm Brothers' Snow White.
Filmen hade amerikansk biopremiär den 24 augusti 1997.

## Rollista i urval
- Sigourney Weaver - Claudia Hoffman
- Sam Neill - Fredric Hoffman
- Monica Keena - Lilli Hoffman
- Gil Bellows - Will
- David Conrad - Peter Gutenberg
- Miroslav Taborsky - Gustav
- Brian Glover - Lars
- Andrew Tiernan - Scar
- Anthony Brophy - Rolf
- Christopher Bauer - Conrad
- Frances Cuka - Nannau
- Bryan Pringle - Fader Gilbert
- Taryn Davis - Little Lilli
- Joanna Roth - Lilliana
- John Edward Allen - Bart